# Distrikt Santa Bárbara de Carhuacayán
Der Distrikt Santa Bárbara de Carhuacayán liegt in der Provinz Yauli in der Region Junín in Zentral-Peru. Der Distrikt wurde am 7. April 1954 gegründet. Er hat eine Fläche von 680 km². Beim Zensus 2017 lebten 1134 Einwohner im Distrikt. Im Jahr 1993 lag die Einwohnerzahl bei 1301, im Jahr 2007 bei 1935. Die Distriktverwaltung befindet sich in der 4137 m hoch gelegenen Ortschaft Santa Bárbara de Carhuacayán mit 644 Einwohnern (Stand 2017).

## Geographische Lage
Der Distrikt Santa Bárbara de Carhuacayán liegt im Nordwesten der Provinz Yauli im Andenhochland, etwa 125 km nordöstlich der Landeshauptstadt Lima. Der Distrikt wird über den Río Mantaro, der entlang der östlichen Distriktgrenze in südliche Richtung fließt, entwässert. Die westliche Distriktgrenze bildet die kontinentale Wasserscheide, die entlang der peruanischen Westkordillere verläuft. Im Distrikt gibt es mehrere Seen, darunter der Lago Huascacocha im Nordwesten. Im Distrikt Santa Bárbara de Carhuacayán befinden sich mehrere Minen, in denen Erze abgebaut werden, darunter die im Südwesten gelegene von der Volcan Compañía Minera betriebene Mine Alpamarca.
Der Distrikt Santa Bárbara de Carhuacayán grenzt im Westen an die Distrikte Atavillos Alto und Santa Leonor (beide in der Provinz Huaura), im Norden an den Distrikt Huayllay (Provinz Pasco), im Osten an die Distrikte Ondores und Junín (beide in der  Provinz Junín) sowie im Süden an den Distrikt Marcapomacocha.